# Jargeau
Jargeau là một xã trong tỉnh Loiret, vùng Centre-Val de Loire bắc trung bộ nước Pháp. Xã này nằm ở khu vực có độ cao trung bình 108 mét trên mực nước biển.
Thị trấn có cự ly khoảng 119 km (74 mi) về phía nam Paris.

## Kết nghĩa
- Corsham (Anh)
- Reilingen (Đức)